# Shaun Bartlett
Pour les articles homonymes, voir Bartlett.
Shaun Thurston Bartlett, né le 31 octobre 1972 au Cap, est un footballeur international sud-africain.

## Biographie
Bartlett commence sa carrière dans le club de sa ville natale Cape Town Spurs et évolue par la suite en Major League Soccer avec les Colorado Rapids lors de la saison inaugurale de la ligue en 1996. En 1997, il est vendu aux MetroStars à la mi-saison. Bartlett quitte la MLS six mois plus tard. Il part  d'abord en prêt au FC Zurich puis est définitivement transféré en 1998. Il est par la suite prêté à Charlton Athletic en 2000, et signe définitivement au club en 2001 pour un montant de deux millions de livres. Il est libéré par le club anglais en mai 2006, pour rejoindre les Kaizer Chiefs, où après des débuts difficiles, il devient peu à peu le grand buteur de l'équipe. En 2008, il rejoint le Bloemfontein Celtic.
Bartlett est l'un des joueurs les plus sélectionnés et le deuxième meilleur buteur (derrière Benedict McCarthy) de l'histoire de l'équipe d'Afrique du Sud avec 74 sélections et 28 buts, dont un marqué à Lionel Letizi en 1997 lors d'un match amical contre l'équipe de France. Il a remporté la Coupe d'Afrique des nations de football 1996 et a joué la Coupe du monde de football 1998, marquant deux buts.

## Parcours d'entraîneur
- juil. 2014-juin 2015 :  Lamontville Golden Arrows FC
- jan. 2016-juil. 2018 :  University of Pretoria
- oct. 2021-sep. 2023 :  Cape Town Spurs FC